# Kolondiéba (Kreis)

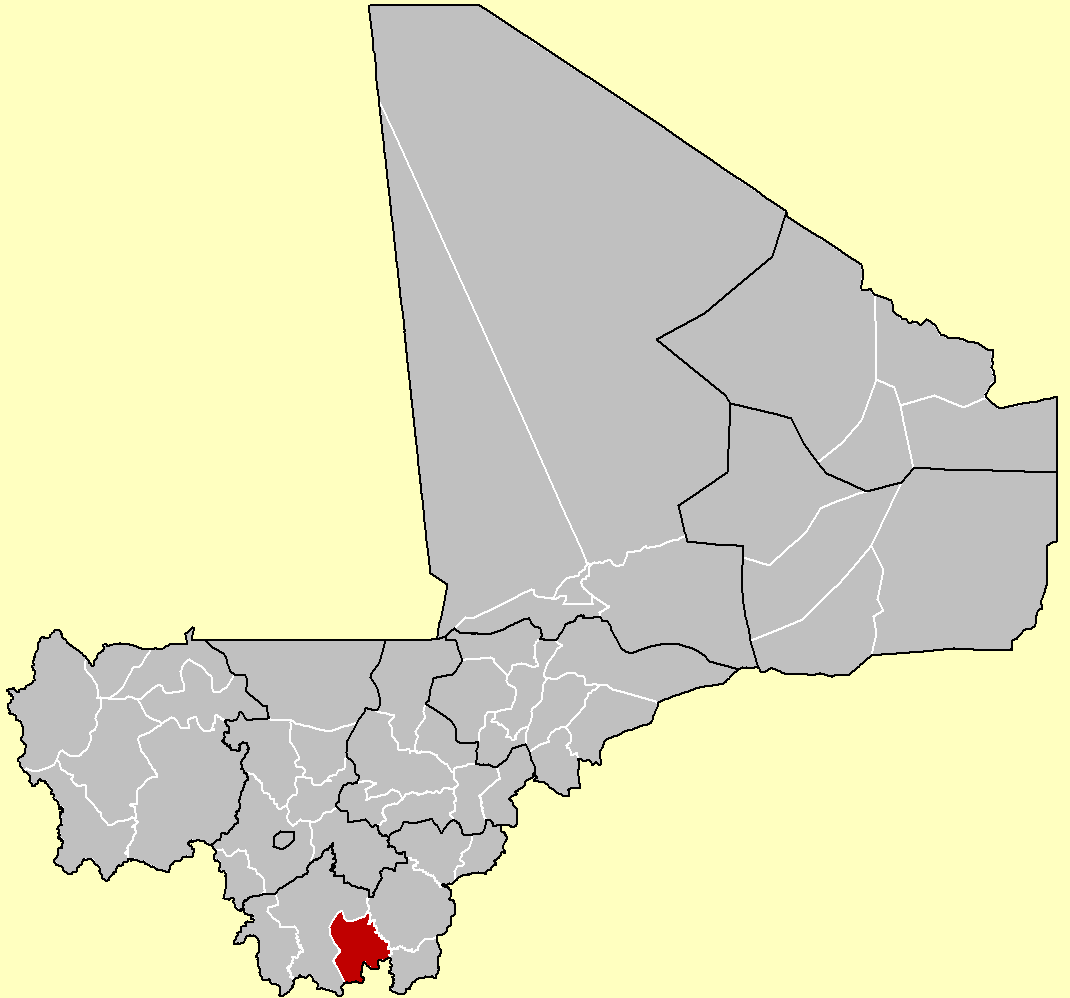
Kreis Kolondiéba

Kolondiéba ist der Name eines Kreises (franz. cercle de Kolondiéba) in der Region Sikasso in Mali.
Der Kreis teilt sich in 12 Gemeinden, die Einwohnerzahl betrug beim Zensus 2009 202.618 Einwohner. (Zensus 2009)
Gemeinden: Kolondiéba (Hauptort), Bougoula, Fakola, Farako, Kadiana, Kebila, Kolondiéba, Kolosso, Mena, Nangalasso, N'Golodiana, Tiongui, Tousseguela.